# Невроз
Невро́з (від дав.-гр. νεῦρον — нерв + osis — суфікс для позначення запальних процесів; синоніми — тривожний розлад, тривожно-фобічний розлад, психоневро́з, невроти́чний розлад[джерело?]) — група захворювань, в основі яких лежать тимчасові зворотні порушення психіки функціонального характеру, зумовлені перевантаженням основних нервових процесів — збудження та гальмування.

## Термінологія
Термін «невроз» впровадив шотландський лікар Вільям Каллен 1769 року. Параліч, кому, спазми і безумство (недоумство, меланхолію, манії і розлади сну) він визначив не як запальні нервові захворювання, а захворювання нервів соматогенного походження.
У міжнародній класифікації хвороб 10-го перегляду, на відміну від 9-го перегляду, термін «невроз» не вживається зовсім, а поняття неврозу перестає бути основою класифікації відповідної групи психічних захворювань, і тепер особливості їхнього відображення в МКХ-10 такі: «F40-F48 —невротичні, пов'язані зі стресом та соматоформні розлади», деякі традиційно невротичні розлади розміщені в рубриках: «F50 — розлади харчової поведінки», «F51 — розлади сну неорганічної природи», «F52 — статева дисфункція, не обумовлена органічним розладом чи захворюванням» і т. д.
У четвертій редакції діагностичного та статистичного порадника з психічних захворювань (DSM-IV-TR) слово «невроз» не вживається, натомість традиційно невротичні розлади розподілено по специфічних категоріальних групах, що охоплюють теж інші розлади: розлади настрою (mood disorders) — депресивні та біполярні розлади; тривожні розлади (anxiety disorders) — панічні розлади, різні види фобій,
обсесивно-компульсивний та посттравматичний стресовий розлади; соматоформні розлади (somatoform disorders) — конверсійні, соматоформні розлади та ін.; сексуальні розлади та розлади статевої ідентичності (sexual and gender identity disorders) тощо.
Поняття «невроз» поступово зникає з клінічної практики, але воно все ще лишається широковживаним у психологічній практиці й теоретичних
працях багатьох авторів. Концепція неврозу й нині є доцільною при побудові стратегії психологічного супроводу в системі психологічної служби.

## Невроз: причини, прояви, ознаки
Невроз характеризується астенічними, нав'язливими, гістріонними розладами, що супроводжується тимчасовим зниженням розумової та фізичної працездатності.
Основними причинами неврозів є психічні травми, стреси. Неврози можуть виникнути від певних життєвих обставин, захворювань, гормональних порушень
вживання алкоголю чи наркотичних речовин тощо. Неврози — це патологічні форми реакцій центральної нервової системи на ситуації, які травмують психіку, тому їх ще називають психогенними патологічними реакціями.
Дія психічної травми багато в чому визначається віком людини та індивідуальними особливостями нервової системи (тип нервової системи, тривалі виснажливі захворювання). Генетична спадковість теж впливає на схильність людини до неврозів.
Неврози мають різні форми, які характеризуються різними невротичними проявами: психогенні шокові реакції, істерія, неврастенія, психастенія, фобія (невроз страху), генералізований тривожний розлад, іпохондричний невроз, обсесивно-компульсивний розлад, посттравматичний стресовий розлад, нічне нетримання сечі (енурез), мовні неврози (заїкання, мутизм та ін.), нервова анорексія, невроз нав'язливих рухів (нервовий тик), панічні атаки, агорафобія, соціальні фобії, дисморфофобія, вагінізм, патологічне накопичення (синдром Діогена, синдром Плюшкіна), настирливе бажання купувати різні речі, настирлива схильність до азартних ігор, невроз шкіри, невроз серця, шлунку, кишки тощо.
Неврози мають динамічну та різноманітну психопатологічну й соматичну симптоматику на тлі недостатності психічного захисту з формуванням конфлікту, який проявляється функціональними порушеннями в різних сферах (емоційній, вегетативній, ендокринній, соматичній тощо). Вегетативні порушення в клінічних ознаках неврозів можуть проявлятися у вигляді вегето-судинної дистонії. Перебіг неврозів та депресії може також призвести до виникнення психосоматичних захворювань. Нерідко неврози супроводжуються іншими психічними розладами, зокрема депресією, деперсоналізацією, соматоформними больовими розладами та синдромом дефіциту уваги з гіперактивністю (СДУГ). Неврози, які спричинює сезонна депресія, загострюються у певні пори року при недостаній кількості денного світла, яке попадає на очі. У хворого на невроз нерідко можуть проявлятися клінічні ознаки різних типів неврозу. У кожному конкретному випадку невротичного розладу невроз може представляти розмаїту картину невротичних проявів різних типів неврозу, які також можуть супроводжуватися різними ознаками коморбідних психічних та соматичних розладів, що в таких випадках створює певні труднощі для діагностування типу неврозу.
Неврози (тривожні розлади) можуть спричиняти у людини душевний неспокій, відчуття страху, нав'язливі думки, нав'язливі фобії, нав'язливі дії, часте нагадування та обдумування травматичних епізодів, підвищену втомлюваність, слабкість, знижену працездатність, подразливість, хвилювання, тривожність, дратівливість, плаксивість, нервове напруження, безсоння або неглибокий сон з пробудженнями посеред ночі та з відчуттям невиспаності після сну. Нав'язливі думки, помилковість яких усвідомлює пацієнт, треба відрізняти від марень, які діагностуються в психозах. Невеликі стреси відчутно загострюють симптоми неврозу. Неврози погіршують загальний стан здоров'я та самопочуття людини, знижують пам'ять, реакцію та концентрацію при здійсненні когнітивних функцій; неврози викликають загальну слабкість, астенію. Неврози можуть спричинювати біль в ділянці серця, головні болі та розлади шлунково-кишкового тракту. Невроз часто може проявлятися в таких негативних рисах характеру: нерішучість, зайва сумлінність, впертість, скнарість, перфекціонізм, прямолінійність, агресивність, конфліктність, вразливість, озлобленість, емоційне збудження, постійна настороженість, підозріливість, спотворене (викривлене) сприйняття реальності. Надмірну підозріливість та спотворене сприйняття реальності, які можуть з'являтися при неврозах, слід відрізняти від подібних рис характеру, характерних для шизофренії та інших психічних розладів. Люди з неврозами мають тенденцію брати близько до серця те, що відбувається навколо, виливати весь свій негатив на близьких і рідних їм людей. З метою пом'якшення проявів неврозу хворі нерідко вдаються до куріння, надмірного вживання алкоголю, психотропних, сильнодійних та наркотичних речовин, що кінець кінцем погіршує стан хворого та може призвести до залежності. Хворі на невроз можуть звикнути до свого стану, не знати про свій стан і не звертатися до лікаря за допомогою.

## Обсесивно-компульсивний розлад
Виявляється в стані боязливості, полохливості, тривожності. Нав'язливі думки переслідують хворого всупереч його бажанню та волі і оцінюються ним як безглузді, шкідливі. У нав'язливих спогадах постають вельми неприємні для хворого ситуації та події. Є також нав'язливі потяги та дії, наприклад, постійно мити руки, рахувати кроки, читати вивіски, дуже часто перевіряти чи закриті двері, дуже часто перевіряти чи вимкнене світло, вода в хаті тощо.

## Специфічні фобії
На ґрунті тривожності можуть розвиватися інші нав'язливі феномени, здебільшого специфічні фобії, серед яких найчастіше зустрічаються: канцерофобія, клаустрофобія, аквафобія, акрофобія, агорафобія, арахнофобія, аутофобія, батофобія, вомітофобія, гемофобія, офідіофобія, соціофобія.

## Істеричний невроз
Істеричний невроз характеризується підвищеною афективною лабільністю та навіюваністю, тенденцією до наслідування, схильністю до фантазування, поведінкою з елементами театральності. Істеричні напади не виникають, коли хворий перебуває сам, та не супроводжуються різким падінням з забиттям та пошкодженнями. Рухові розлади мають виразний характер та відповідають змісту переживань хворого. Хворий падає, хаотично розмахує руками та ногами, б'є ними об підлогу, вигинається, викрикує окремі слова. Триває напад від декількох хвилин до декількох годин. На відміну від епілептичного, істеричний напад не супроводжується вираженим порушенням м'язового тонусу, спазмами сфінктерів з їхнім розслабленням та нетриманням сечі та калу, у хворих зберігається реакція зіниць на світло, хворі сприймають звертання до них та реагують на нього. Після нападу в хворих залишається невиразний спогад про нього.
Один з проявів істерії — розлад свідомості, що виникає під впливом психічної травми. Сприйняття порушене, викривлене. Афективні порушення характеризуються тривогою, страхом. У поведінці з'являються риси дитячості, безпомічності, елементи несправжнього недоумства — псевдодеменції. У деяких хворих розвиваються неврологічні порушення: зниження чутливості, тремтіння рук, ніг, астазія-абазія, істерична глухота, афонія. Вегетативні розлади: серцебиття, задишка, виражені судинні реакції.

## Неврастенія
Неврастенія — стан подразливої слабкості, тобто поєднання підвищеної збудливості та подразливості зі швидкою втомою та виснаженням. Неврастенія виникає внаслідок перенапруження та виснаження нервової системи через надмірні розумові та фізичні навантаження. Характеризується астенією, дратівливістю, слабкістю, зниженням працездатності, порушенням сну. На початковому етапі хвороби домінує подразливість, слабке витримування емоційних і фізичних навантажень, зовнішніх подразнень. Хворі погано реагують на яскраве світло, різкий шум, голосну мову, перепади температури. Є суб'єктивне відчуття розладу пам'яті. Розвиваються вегетативні порушення: посилена пітливість, серцебиття, задишка, головний біль.

## Невротична депресія
Невротична депресія проявляється пригніченим настроєм з певною загальмованістю психомоторних реакцій та мислення, одноманітними депресивними спогадами, песимістичними поглядами на майбутнє, фіксованістю на травматичній ситуації. Супроводжується схильністю до сліз, дратівливістю, сенситивністю, зниженням апетиту, порушенням сну. Невротична депресія не досягає глибини психозу, має зворотний характер, минає при розв'язанні травматичної ситуації або під впливом лікування.

## Іпохондричний невроз
Під іпохондрією розуміють хворобливу зосередженість уваги на своє здоров'я, схильність приписувати собі захворювання з незначного приводу, виникнення нав'язливих думок про наче наявні хвороби, які пізніше не підтверджуються медичним діагнозами. При цьому легко виникають больові або тяжкі відчуття в тих чи інших частинах тіла (сепістопатії).

## Лікування
По-перше, це усунення психотравматичної ситуації, стресів або пом'якшення реакції на них пацієнта. У важких випадках хворих госпіталізують у санаторні відділення психоневрологічних лікарень. Вилучення пацієнта з ситуації, яка травмує (сімейні негаразди, конфлікт на роботі тощо), та загальнозміцнювальне лікування мають позитивний ефект. Неврози лікують медикаментозними та психологічними методами.
Перебіг неврозу пов'язаний з одночасним зниженим рівнем мозкового серотоніну, тому для лікування неврозів призначають тривалий прийом антидепресантів — селективних інгібіторів зворотного захоплення серотоніну. Серед антидепресантів для лікування неврозу часто використовують есциталопрам (ципралекс, селектра), циталопрам (ципраміл, опра), флуоксетин (прозак), пароксетин (рексетин, паксил) та сертралін (золофт). Необхідно також усувати фактори, що понижують рівень мозкового серотоніну. На початку лікування неврозів антидепресантами сильно проявляються побічні дії антидепресанту, симптоми та загальний стан хворого можуть гіршати. Через те важливо не кидати та не переривати призначеного лікування неврозу антидепресантами. У такому випадку дози антидепресантів зменшують у декілька разів і поступово, зважаючи на вплив їхньої дії на пацієнта, доводять до рекомендованої величини. З часом тривалого прийому антидепресанту побічні дії антидепресанту та прояви неврозу зменшуються і загальний стан хворого покращується. Антидепресант лікар повинен підбирати індивідуально залежно від того, як хворий його переносить та наскільки ефективним він є для конкретних симптомів неврозу. Лікування неврозів антидепресантами може тривати декілька місяців. У деяких випадках лікування невротичного розладу антидепресантами може тривати понад два роки, а підтримувальна терапія антидепресантами може тривати 1-4 роки. У разі потреби лікування неврозу антидепресантами слід повторити. Снодійні, седативні антидепресанти, такі як тразодон, амітриптилін, доксепін, мансерин, міртазапін, триміпрамін, застосовують для лікування неврозів, які супроводжуються безсонням чи неміцним сном. Комбінації антидепресантів та інших психотропних препаратів використовують у випадку резистентних тривожних розладів, що важко піддаються лікуванню. Зокрема, для підсилення дії антидепресантів вживають невеликі дози прекурсору серотоніну-5-гідротриптофану (5-HTP), триптофану, гормону щитоподібної залози, карбонату літію, нейролептиків (оланзепін, сероквель, респерідон) та антиквульсантів (габапентін (нейронтин), прегабалін (лірика)). Однак комбінувати антидепресанти та інші психотропні препарати треба дуже обережно, починаючи з малих доз, щоб не спричинити серотоніновий синдром у хворого, попри те, що він є дуже рідкісним явищем. Рекомендовано застосування транквілізаторів та психотерапії. Транквілізатори (гідазепам, діазепам, алпразолам тощо) призначають у мінімальних дозах короткими курсами, щоб уникнути залежності від них хворого. Для лікування неврозів можна використовувати невеликі дози нейролептиків (аміназін, сероквель, респерідон тощо). Різноманітні снодійно-седативні засоби та суто седативні засоби, які використовують для лікування безсоння, також є ефективними для терапії симптомів тривожних розладів. У психіатричній літературі також розглядають інші медикаментозні та немедикаментозні методи лікування неврозів.
Необхідно ретельно перевірити рівень гормонів в організмі, оскільки на розвиток і перебіг депресії та неврозу впливає рівень гормонів, особливо — рівень гормонів щитоподібної залози. Навіть незначні порушення рівня гормонів щитоподібної залози, які навіть важко виявити за допомогою медичних аналізів, можуть дуже відчутно впливати на самопочуття людини. У разі виявлення дисбалансу гормонів необхідно провести відповідну гормональну терапію. У деяких випадках нормалізація функції щитоподібної залози веде до повного вилікування депресії та неврозів.
Для лікування неврозів, які супроводжуються слабкістю, погіршеням пам'яті, астенією, також використовують ноотропні препарати: ладастен, фенібут, енеріон, пірацетам, фенотропіл, пікамілон, ноопепт тощо.
Для лікування неврозів також застосовують природні адаптогени, психостимулятори та антидепресанти, зокрема женьшень, елеутерокок, левзею сафлороподібну (маралий корінь), огіркову траву бораго, котячу м'яту, звіробій тощо. Для пом'якшення проявів неврозу рекомендують застосування заспокійливих, седативних та інших седативних препаратів рослинного погодження: валеріани, лаванди, плодів глоду, м'яти, трави материнки, півонії ухилистої, меліси звичайної, хмелю лікарського, собачої кропиви, трави пасифлори, ромашки, насіння бодяну справжнього, насіння зіра (куміну), насіння коріандру тощо, і створених на їхній основі комбінованих препаратів, які часто застосовують для лікування неврозу серця: валокорміду, валокордіну, корвалтабу, корвалдину, барбовалу, валоседану, корвалолу, корвалзиду, крапель Зеленіна, мікстури Кватера, новопаситу, персену, крапель заспокійливих, збору заспокійливого тощо. Валокормід, валокордін, мікстура Кватера, корвалол, корвалтаб, корвалдин, барбовал містять сполуки брому, який значно раніше, ще до винаходу антидепресантів, транквілізаторів та нейролептиків, широко застосовувався в комбінаціях з препаратами кофеїну (мікстура Павлова) для лікування неврозів. Але бром є відносно токсичним і може негативно впливати на щитоподібну залозу. Деякі сільськогосподарські культури, зокрема коріандр (кінза), петрушка, салат сійний, у великих кількостях проявляють заспокійливі, седативні властивості й можуть використовуватися як природні анксіолітики для пом'якшення симптомів неврозу. Вживання риб'ячого жиру, насиченого омега-3 жирними кислотами, помітно знижує прояви тривожних розладів. Досліджено, що чорниця може бути ефективною в терапії ПТСР.
Для профілактики неврозів необхідно вживати достатню кількість вітамінів групи В, С та особливо вітаміну Д та мінеральних комплексів, які містять магній та калій.
Світлова терапія використовується для профілактики та лікування неврозів, які спричинює сезонна депресія. Прогулянки в сонячні дні або світлотерапію білим світлом застосовують як необхідну умову для достатнього продукування серотоніну в мозку людини, відсутність якого призводить до загострення неврозів та депресії.
Новий препарат з назвою кетамін, який використовують для анестезії, виявився ефективним для лікування депресії та тривожних розладів. Його відносно недавно застосовують для лікування в США.
Медичний канабіс в малих дозах може зменшувати симптоми тривожних розладів.
Серед немедикаментозних методів лікування невротичних розладів використовують транскраніальну магнітну стимуляцію (ТМС).
На тлі пом'якшення невротичної симптоматики, яку досягають за допомогою тривалого лікування медикаментами, проводять психотерапію:
- Когнітивно-поведінкова терапія: вироблення у хворого правильної реакції на ситуацію, закріплення у нього певних поглядів на свою поведінку в травматичній ситуації, зміна способу реагування на неї;
- Аутогенне тренування; різноманітні методи розслаблення і релаксації.
- Групова психотерапія хворих з різними формами неврозів;
- Гіпнотерапія, самогіпноз[64]
- Дихальні вправи на розслаблення[65].

Для лікування неврозів також використовують інші види психотерапій.
Відповідно до деяких даних[джерело?], найефективнішим методом лікування неврозів є поєднання медикаментозного лікування з когнітивно-поведінковою терапією. Немає контрольованих досліджень, які демонструють ефективність динамічної психотерапії чи психоаналізу для терапії головних проявів обсесивно-компульсивного розладу. На сьогодні мало є об'єктивних доказів того, що психоаналіз дозволяє людям подолати такі психологічні проблеми як депресія чи неврози. Відповідно до деяких джерел, немає доказів, що загальне консультування, психодинамічна психотерапія, психоаналітична психотерапія, трансакційний аналіз є ефективні для лікування неврозу нав'язливих станів.
При виборі напрямку психотерапії та психотерапевта є дуже важливо взнати про них всю необхідну інформацію (див. Психотерапія).
Серед методів нетрадиційної медицини для терапії неврозів застосовують акупунктуру, акупресуру, медитацію, йогу, фізіотерапію (зокрема фізіотерапію гарячою та холодною водою). Також інтенсивні заняття спортом, особливо бігом, помітно зменшують прояви неврозу.
Проводяться заходи з соціальної реабілітації.
При неврозах важливо правильно організувати день і пам'ятати про відпочинок та достатню кількість годин для сну.
Різноманітні захоплення, хобі, спілкування з людьми загалом сприяють покращенню ментального здоров'я при неврозах. Важливо також підібрати собі заняття та роботу, в яких є мало стресових ситуацій і які розслаблюють. У водіїв довгих дистанцій часто наступає розслаблення завдяки дорожньому гіпнозу.